# Franz von Epp
Franz Ritter von Epp (Múnich, 16 de octubre de 1868 - Ibíd., 31 de enero de 1947), nacido como Franz Xaver Epp, fue un militar alemán, uno de los primeros miembros del NSDAP, colaborador financiero de Adolf Hitler y feroz perseguidor de comunistas alemanes.

## Biografía
Ritter von Epp nació en Múnich en 1868, era hijo del pintor y profesor Rudolf Epp y Catherine Steibel.
Se educó en Ausburgo e ingresó al Ejército Imperial graduándose como soldado en 1887, luego ingresó a la Academia Militar bávara en Múnich, siendo ascendido a teniente en 1896.
Participó en el Schutztruppe o Cuerpo Expedicionario colonial en China durante la Rebelión de los Boxers entre 1900 y 1901. Luego fue trasladado a África bajo el mando del teniente general Lothar von Trotha, participando en 1904 en el genocidio herero y namaqua contra las fuerzas anticolonialistas antigermanas de Samuel Maharero en la actual Namibia, las cuales fueron finalmente derrotadas en la Batalla de Waterberg, expulsando a sus seguidores al desierto de Omaheke, donde miles murieron de sed.
En 1914 participó en la Primera Guerra Mundial en el Regimiento Real Bávaro de Infantería, en las campañas de Francia, Serbia y Rumania, recibiendo por sus acciones la Medalla de la Orden Militar-Max Joseph en 1916.
Durante la República del Weimar, en 1918 refundó el Freikorps, una organización de veteranos ultranacionalistas y derechistas, para combatir el comunismo en Baviera, siendo responsable de varias masacres políticas. En sus filas recibió a Ernst Röhm. Adicionalmente fue reconocido como caballero —Ritter— y cambia su nombre a Franz Ritter von Epp, como muestra de alcurnia. En 1920 las Freikorps fueron disueltas e ingresó al Reichswehr; en 1922 fue ascendido a Mayor General.
En diciembre de 1920 von Epp aportó importantes fondos económicos al Partido Nacionalsocialista para la compra de Eher Verlag, que se convertiría en la principal casa editorial de los nacionalsocialistas. Algunos autores señalan que su aportación económica fue decisiva para el éxito de esta operación, y hay quien cree que el dinero procedía de fondos especiales del Reichswehr, el ejército de la República de Weimar. Después del Putsch de Múnich, Ritter von Epp se desvinculó del Reichswehr.
Ritter von Epp fue miembro del Reichstag representando al NSDAP, cargo que mantuvo desde 1928 hasta 1945. Contribuyó con su fondos secretos para dotar al NSDAP de su propio periódico, y apoyó a Hitler desde el Reichstag a que se votara la Ley habilitante de 1933 redactada por Franz Gürtner, convirtiendo a Hitler en dictador legalizado. Hitler lo nombró Comisario del Reich para los asuntos coloniales de la Alemania de ultramar, un puesto políticamente honorífico.
En enero de 1945 fue arrestado por orden del Ministro-Presidente de Baviera, Paul Giesler, por sospechas de conspiración y por su asociación al Bayern Freiheitsaktion, un grupo opuesto al nacionalsocialismo. Fue hospitalizado en el hospital de Bad Nauheim debido de una enfermedad del corazón hacía el fin de la guerra. El 9 de mayo de 1945, un empleado en el hospital alertó a los agentes del cuerpo de contrainteligencia de los Estados Unidos que Ritter von Epp estaba en ese lugar. Fue arrestado y enviado a un campo de prisioneros en Múnich, a la espera de juicio en los tribunales de Núremberg.
Su salud se deterioró aún más debido a la ansiedad y la depresión, y finalmente murió en prisión el 31 de enero de 1947.